# 阿列河畔圣阿尔孔
阿列河畔圣阿尔孔（法語：Saint-Arcons-d'Allier，法語發音：[sɛ̃.t‿aʁkɔ̃ dalje]）是法国上卢瓦尔省的一个市镇，位于该省西部偏南，阿列河右岸，属于布里尤德区。

## 地理
阿列河畔圣阿尔孔（45°4'6"N, 3°32'59"E）面积16.08 平方千米，位于法国奥弗涅-罗讷-阿尔卑斯大区上盧瓦爾省，该省份为法国中南部省份，北起多姆山省和卢瓦尔省，西接康塔爾省，南至洛泽尔省，东临阿尔代什省。
与阿列河畔圣阿尔孔接壤的市镇（或旧市镇、城区）包括：维萨克-欧泰拉克、尚特日、朗雅克、阿列河畔马泽拉、圣于连德沙兹、锡欧格圣玛丽。
阿列河畔圣阿尔孔的时区为UTC+01:00、UTC+02:00（夏令时）。

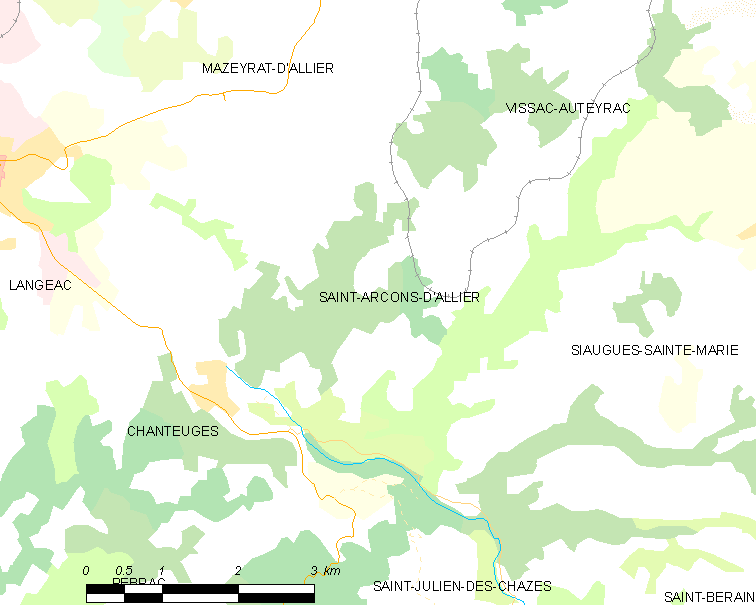
阿列河畔圣阿尔孔的OSM定位图

## 行政
阿列河畔圣阿尔孔的邮政编码为43300，INSEE市镇编码为43167。

## 政治
阿列河畔圣阿尔孔所属的省级选区为阿列峡-热沃当县。

## 交通
上卢瓦尔省省道D30线和D48线在镇中心交汇，D590线经过境内北侧。

## 人口

1962-2008年间阿列河畔圣阿尔孔人口变化图示

阿列河畔圣阿尔孔于2022年1月1日时的人口数量为191人。